# Nokia-Klingelton
Der Nokia-Klingelton (englisch Nokia Tune) ist der Standard-Klingelton bei Mobiltelefonen des Herstellers Nokia. Er ist eine der weltweit am häufigsten gehörten Melodien und der bekannteste Klingelton überhaupt.

Nokia-Klingelton in Notenschrift

Beim Nokia-Klingelton handelt es sich um eine Bearbeitung der Takte 13–16 aus der 1902 geschriebenen Solo-Gitarrenkomposition Gran Vals des spanischen Komponisten Francisco Tárrega. Im Original endet die Phrase auf einem E anstatt auf dem A des Nokia-Klingeltons.
Die Gran Vals wurde 1993 vom damaligen stellvertretenden Vorstandsvorsitzenden Anssi Vanjoki entdeckt, der zusammen mit Lauri Kivinen, später unter anderem Leiter des Bereichs Unternehmensangelegenheiten, die verwendete Phrase auswählte. Der Klingelton, der als Tonmarke geschützt ist, wurde zuerst im Nokia-Modell 2110 verwendet, das 1994 auf den Markt kam. Um 1998 wurde die Bezeichnung des Klingeltons bei Nokia-Telefonen von „Grande Valse“ in „Nokia Tune“ umbenannt.
Der Nokia-Klingelton ertönte laut einer Studie vom Januar 2010 über 1,8 Milliarden Mal pro Tag, was 20.000 Mal pro Sekunde entspricht. Eine Marktanalyse ergab, dass 41 % der Konsumenten weltweit den Klingelton kannten und mit Nokia in Verbindung brachten; in Großbritannien lag der Wert bei 74 %.